# Музичка школа „Живорад Грбић” Ваљево
Музичка школа „Живорад Грбић“ у Ваљеву основана је 1952. године, као прва средња музичка школа у западној Србији. Од 1966. године Музичка школа у Ваљеву носи име Живорада Грбића (1892—1954), проректора и ванредног професора виолине на Музичкој академији у Београду.
При школи раде два оркестра (оркестар хармоника и гудачки оркестар) и два хора (основношколски и средњошколски хор).

## Историјат
Школа, по оснивању, најпре ради у приватној згради у Пантићевој улици, а 60-тих година 20. века добија простор при згради Дома културе. После краћег прекида, школа поново почиње рад 1970. године са око 100 ученика на три одсека: клавир, хармоника и виолина. Осамдесетих година број ученика у школи се повећава отварањем нових одсека: гитаре, флауте и кларинета.
Од 1985. године школа ради при основној школи „Жикица Јовановић-Шпанац“, до 1988. године када је добила простор, у згради наменски грађену за потребе ученика музичке школе, са учионицама опремљеним за индивидуални рад, групну наставу као и две сале: камерну и велику концертну (са 200 седишта).
Године 1990. школа је верификована као Средња музичка школа.
Октобра 1994. године при школи се отвара издвојено одељење у Лајковцу са 4 одсека: хармоника, клавир, виолина и гитара. Настава се одржавала у Културном центру а, од 2009. године у општинским просторијама.
Школске 2010/2011. године, основна музичка школа броји 325 ученика на 10 одсека: виолина, труба, виолончело, соло певање, гитара, клавир, хармоника, флаута, кларинет и саксофон док средњу школу похађа 68 ученика на 2 одсека: музички сарадник и музички извођач (клавириста, виолиниста, виолиста, челиста, гитариста, хармоникаш, флаутиста, кларинетиста, трубач, соло певач).